# Banane taqua
 (avril 2024).
Banane taqua, («chuối tá quạ» en langue Vietnamien) est un cultivar de banane plantain cultivé, originaire de Viêt Nam. C'est un fruit de spécialité dans province de Trà Vinh. La dimension et la masse de fruit de banane taqua sont beaucoup plus grandes que celle d'autres cultivars de banane. Selon la croyance d'autrefois du peuple Tra Vinh, planter banane taqua porterait malheur. Banane taqua produit quelques fruits, donc dans le passé, le peuple Tra Vinh ne plantait que quelques arbres dans le jardin pour obtenir des fruits comestibles ou pour le culte, mais ils les plantaient rarement pour le commerce.[réf. nécessaire]
Cependant, aujourd'hui, ce fruit est devenu célèbre, multiplication, cultivé et couramment vendu sur le marché.[pas clair]